# Épisodes de The Agatha Christie Hour
Cet article présente le guide des épisodes de la série télévisée The Agatha Christie Hour.

## Épisode 1:Le Démon de midi
- Royaume-Uni : 7 septembre 1982 sur ITV

## Épisode 2:Reflet de l'avenir
- Royaume-Uni : 14 septembre 1982 sur ITV

## Épisode 3:Erreur d'aiguillage
- Royaume-Uni : 21 septembre 1982 sur ITV

## Épisode 4:Le Quatrième Homme
- Royaume-Uni : 28 septembre 1982 sur ITV

## Épisode 5:Agence matrimoniale
- Royaume-Uni : 5 octobre 1982 sur ITV

## Épisode 6:Fleur de magnolia
- Royaume-Uni : 12 octobre 1982 sur ITV

## Épisode 7:Le Vase bleu
- Royaume-Uni : 19 octobre 1982 sur ITV

## Épisode 8:Le Signal rouge
- Royaume-Uni : 2 novembre 1982 sur ITV

## Épisode 9:Un emploi princier
- Royaume-Uni : 9 novembre 1982 sur ITV

## Épisode 10:Un Noël pas comme les autres
- Royaume-Uni : 16 novembre 1982 sur ITV